# ハッピネス・イズ・ア・ウォーム・ガン
「ハッピネス・イズ・ア・ウォーム・ガン」（Happiness Is a Warm Gun）は、ビートルズの楽曲である。1968年に発売された9作目のイギリス盤公式オリジナル・アルバム『ザ・ビートルズ』に収録された。レノン＝マッカートニー名義となっているが、実質的にはジョン・レノンによって書かれた楽曲。4つの断片を繋ぎ合わせて作られた楽曲で、曲名は全米ライフル協会の雑誌に掲載された記事のタイトルから採られた。曲は4分の3拍子と4分の4拍子が入り組んだ複雑な構成となっており、リズム・トラックの録音には70テイクを費やした。
1968年5月にイーシャーにあるジョージ・ハリスンの自宅でデモ音源が録音された際は、「I Need a Fix」というタイトルで、3つのセクションで構成されていた。当時のデモ音源は、1996年に発売された『ザ・ビートルズ・アンソロジー3』や、2018年に発売された『ザ・ビートルズ (ホワイト・アルバム) 〈スーパー・デラックス・エディション〉』に収録された。
音楽評論家からは肯定的な評価を受けており、メンバー4人もお気に入りの楽曲として本作を挙げている。なお、歌詞が性的であるという理由から、BBCなどの放送局より放送禁止の措置を受けた。楽曲の発表後、トーリ・エイモス、U2、ブリーダーズらによってカバーされた。

## 背景
レノンは、全米ライフル協会が発行している雑誌『アメリカン・ライフルマン』（1968年5月号）に掲載されたウォーレン・W・ハーリヒーの記事の見だしから拝借して、本作の曲名を付けた。記事の見出しに衝撃を受けたジョージ・マーティンは、レノンにこの雑誌を見せており、1970年のインタビューでレノンは「よくもまあとんでもないことを言えるものだと思った。温かい銃ということは、何かを撃ったばかりだということだ」と振り返っている。なお、この記事の見出しはチャールズ・M・シュルツの漫画本『スヌーピーのしあわせは…あったかい子犬』（原題 : Happiness is a Warm Puppy）に由来する。
一部の評論家の間では、本作の歌詞について「warm gun（温かい銃）」というフレーズからレノンのオノ・ヨーコに対する性的欲求とする解釈や、「I need a fix（一発キメたい）」というフレーズから麻薬注射に関する言及であるという解釈がなされた。なお、レノンはヘロインとの関連性を否定している。1980年の『プレイボーイ』誌のインタビューにおいても、銃と性的欲求のダブル・ミーニングであることは認める一方で、麻薬との関連性は否定している。

## 曲の構成
レノンは本作について、「3つの曲を繋ぎ合わせ作った」「ロックンロールの歴史みたいなもの」と説明している。曲は3つのセクション構成されており、LSDでのトリップ体験を思わせるセクションから始まる。曲が進むごとに不吉な印象を強めていき、同じ詩節が繰り返される。最後の部分はドゥーワップのパロディで、「bang, bang, bang, shoot, shoot（バン、バン、撃て、撃て）」というバッキング・ボーカルが入る。レノンは、3つのセクションについて「the Dirty Old Man」、「the Junkie」、「the Gunman（1950年代のロックンロールの風刺）」と表現している。
1968年にイーシャーにあるハリスンの自宅でレコーディングされたデモ音源は、「I need a fix 'cause I'm going down（一発キメたい、落ち込みそうだ）」というフレーズから始まり、「Mother Sperior jump a gun（女修道院長さん、早まってくれ）」というフレーズに移ったのち、「Yoko Oh, No(=Ono), Oh, Yes」とオノのことを駄洒落にして歌うセクションで終わる。1950年代のロックンロールのレコードで聴ける語りのパロディは、同じくレノン作の「アイム・ソー・タイアード」のデモ音源でも聴くことができる。1996年に発売された『ザ・ビートルズ・アンソロジー3』には曲の途中から30秒以上が省略された音源が収録され、2018年に発売された『ザ・ビートルズ (ホワイト・アルバム) 〈スーパー・デラックス・エディション〉』のCD3にはフルサイズで収録された。

## レコーディング
「ハッピネス・イズ・ア・ウォーム・ガン」のレコーディングは、1968年9月23日にEMIレコーディング・スタジオのスタジオ2で開始された。セッションも大詰めとなった本作のレコーディングが開始された時期について、リンゴ・スターは協力的な雰囲気になったとし、「『ホワイト・アルバム』のセッションでは最終的に僕らはまたバンドに戻れたし、そこが僕は大好きなんだ。バンドにいるのが好きなんだ」と振り返っている。メンバーは、4つのセクションのメドレーを通じて次々と変化する拍子に対応するべく、話し合いを行いながらセッションを行った。最初のセッションでは、トラック1にポール・マッカートニーのベース、トラック2にスターのドラム、トラック3にレノンのギター、トラック4にハリスンのリードギター、トラック5にレノンのガイド・ボーカルという編成で45テイク録音された。
9月24日に2本目のリールにテイク46からテイク70が録音された。ベーシック・トラックは、1分34秒まではテイク53が使用され、残りの部分はテイク65を繋ぎ合わせて作成された。レノンのガイド・ボーカルを消去した後、残った4つのトラックがオーバー・ダビングに使用され、トラック6にADTをかけたレノンのリード・ボーカルとマッカートニーのハーモニー・ボーカル、トラック7もオルガンとファズを効かせたギターリフ、タンバリン、ハイハット、ピアノ、トラック8にマッカートニーの2つ目のベースのパートが追加された。バッキング・ボーカルは、マッカートニーとハリスンが高音部、レノンが歌うドゥーワップの低音部で構成されている。

## リリース・評価
「ハッピネス・イズ・ア・ウォーム・ガン」は、1968年11月22日にアップル・レコードから発売されたオリジナル・アルバム『ザ・ビートルズ』のA面の最終トラックとして収録された。メンバー全員がアルバム『ザ・ビートルズ』でお気に入りの楽曲として挙げており、特にマッカートニーは「歌詞が素晴らしい」「本気で幸せは温かい銃だと思っているような連中を腐しているという点では、『バンガロー・ビル』によく似てる。ボーカルが良いし、本当に面白い曲だと思う。テンポが目まぐるしく変わる、かなり複雑な曲だからね。とてもジョンらしい曲だよ」と語っている。なお、BBCなどの放送局からは、前述のような性的欲求を思わせる歌詞を問題視され、放送禁止の措置を受けた。
『ニューヨーク・タイムズ』紙でニック・コーンは、アルバム『ザ・ビートルズ』に対して否定的な評価をする一方で、本作については「ザ・ダイアモンズやザ・モノトーンズをはじめとした1950年代半ばのハイスクール・ロックの素晴らしいパロディ」と肯定的な評価をしている。
2006年に『モジョ』誌が発表した「The 101 Greatest Beatles Songs」では第8位にランクインした。2018年に『インデペンデント』誌のジェイコブ・ストルワーシーは、アルバム『ザ・ビートルズ』収録曲を対象としたランキングで本作を2位に挙げ、楽曲について「武器が沢山積み込まれたトラック」「レノンが書いた最高の楽曲の1つ」と評した。

## クレジット
※出典（特記を除く）
- ジョン・レノン - ダブルトラックのリード・ボーカル、バッキング・ボーカル、エレクトリック・ギター、オルガン[3]
- ポール・マッカートニー - バッキング・ボーカル、ベース、ピアノ[3]
- ジョージ・ハリスン - バッキング・ボーカル、リードギター
- リンゴ・スター - ドラム、タンバリン

## カバー・バージョン
- ブリーダーズ - 1990年に発売されたアルバム『ポッド』に収録[21]。
- フィッシュ - 1994年10月31日にニューヨークで開催されたアルバム『ザ・ビートルズ』に収録の全曲をカバーするライブで演奏。このライブでの演奏は、2002年に発売された4枚組のライブ・アルバム『LIVE PHISH 13　10.31.94』で音源化された[22]。
- U2 - 1997年に発売されたシングル『ラスト・ナイト・オン・アース（英語版）』のB面に収録。
- トーリ・エイモス - 2001年に発売されたアルバム『ストレンジ・リトル・ガールズ』に収録[23]。
- マーク・リボー - 2001年に発売されたアルバム『Saints』に収録[24]。